# Луїс Галеано
Луїс Галеано (ісп. Luis Galeano, нар. 15 жовтня 1991, Ялапа, Нікарагуа) — нікарагуанський футболіст, нападник національної збірної Нікарагуа та клубу «Реал Естелі».

## Клубна кар'єра
У дорослому футболі дебютував 2013 року виступами за команду клубу «Мунісипаль Ялапа», в якій провів два сезони, взявши участь у 67 матчах чемпіонату.
До складу клубу «Реал Естелі» приєднався 2015 року.

## Виступи за збірну
2015 року дебютував в офіційних матчах у складі національної збірної Нікарагуа.
У складі збірної був учасником розіграшу Золотого кубка КОНКАКАФ 2017 року в США.